# Striker (jogo eletrônico)
Striker é um jogo eletrônico de futebol lançado pela primeira vez pela Rage Software em 1992.
O jogo de futebol, tem diversos modos: liga, campeonato mundial (como se fosse uma Copa do Mundo) e até mesmo futebol de salão.
Estão disponíveis para o jogador escolher entre 64 países, alguns dos quais nunca participaram de uma Copa do Mundo sequer.
O jogador ainda pode editar as equipes existentes e criar um novo time, podendo-se escolher o seu nome e os nomes dos 16 jogadores.
| Ano  | Título                          | Sistema                            | Desenvolvedor | Distribuidora                                             | Região                 |
| ---- | ------------------------------- | ---------------------------------- | ------------- | --------------------------------------------------------- | ---------------------- |
| 1992 | Striker                         | Amiga                              | Rage Software | Rage Software                                             | PAL                    |
| 1992 | Striker                         | Atari ST                           | Rage Software | Rage Software                                             | PAL                    |
| 1992 | Striker                         | Super NES                          | Rage Software | Elite System                                              | PAL                    |
| 1993 | Ultimate Soccer                 | Game Gear                          | Rage Software | Sega                                                      | PAL, Japão             |
| 1993 | World Soccer '94: Road to Glory | Super NES                          | Rage Software | Atlus                                                     | NTSC                   |
| 1993 | World Soccer                    | Super Famicom                      | Rage Software | Coconot                                                   | Japão                  |
| 1993 | Ultimate Soccer                 | Master System                      | Rage Software | Sega                                                      | PAL                    |
| 1993 | Ultimate Soccer                 | Mega Drive                         | Rage Software | Sega                                                      | PAL                    |
| 1993 | Striker                         | DOS                                | Rage Software | Rage Software                                             | PAL                    |
| 1993 | Eric Cantona Football Challenge | Super NES                          | Rage Software | Rage Software                                             | PAL (Apenas na França) |
| 1994 | Striker                         | Amiga CD32                         | Rage Software | GBH Gold                                                  | PAL                    |
| 1995 | Striker                         | Game Gear                          | Rage Software | SEGA                                                      | PAL                    |
| 1995 | Striker                         | Mega Drive                         | Rage Software | SEGA                                                      | PAL                    |
| 1996 | Striker '96                     | Sega Saturn / PlayStation / MS-DOS | Rage Software | Acclaim                                                   | PAL                    |
| 1999 | UEFA Striker/Sriker Pro 2000    | PlayStation, Dreamcast             | Rage Software | Infogrames North America (NA) Infogrames Multimedia (PAL) | NTSC, PAL              |

Mais tarde também para o Commodore Amiga, Amiga CD32, Atari ST, PC, Mega Drive/Genesis, e Super NES. Foi colocado em um dos pacotes de lançamento Amiga 1200. Foi um dos primeiros jogos de futebol a apresentar um panorama em 3D, após o I Play 3D Soccer do Simulmondo.
Em 1993, foi lançado no Japão pela Coconuts Japan para o Super Famicom como World Soccer (ワールドサッカー, Wārudo Sakkā), enquanto a versão francesa no Super NES de Striker é conhecida como Eric Cantona Football Challenge, usando a popularidade do atacante francês Eric Cantona, enquanto o lançamento norte-americano no Super NES de Striker era conhecido como World Soccer '94: Road to Glory. As versões Mega Drive e Game Gear foram marcadas como Sega Sports Striker. Eles foram publicados pela SEGA e desenvolvidos pela Rage Software em 1994 e lançados em 1995.

## Reação da crítica
O jogo recebeu uma reação mista da imprensa de jogos, com alguns condenando e outros elogiando sua extrema velocidade. Por exemplo, Revista CU Amiga premiou o jogo em 94% na edição de junho de 1992, juntamente com o prêmio CU Amtra Screenstar. enquanto a revista alemã Amiga Joker premia o jogo em 64% na edição de setembro de 1992.